# Dcard (SNS)
Dcard（ディーカード）は、台湾を拠点としたSNSメディアおよびネットプラットフォーム。

## 解説
2011年に、当時国立台湾大学の二年生 Kytu Lin
をはじめとする学生たちによって、ウェブバージョンを立ち上げました。最初は大学生に特化したネットサービスとしていて、ユーザーは毎日深夜24時に『Friend of the Day』のプロファイルが届く仕様から、「Dcard」と名付けられました（Dは「Destiny」の略）。現地の大学生を中心に急速に広がり、2012年にコミュニティ掲示板サービスが導入され、ユーザーの意見交流を促進しました。2015年10月に台北を本社とし、Dcard Taiwan Ltd.が正式に設立されました。
2023年11月時点で、Dcardは台湾で800万人以上の会員、月間2000万人以上のユニークビジターを抱えています。2018年以来、香港、マカオ、日本など新たな市場にも展開し、グローバルなサービスを提供しています。

### Dtto
2021年に『Dcard』の日本版『Dtto（ディット）』がリリースされ、東京にもオフィスが開設された。2023年10月時点、日本の250校以上の大学にてDttoの利用が可能である。

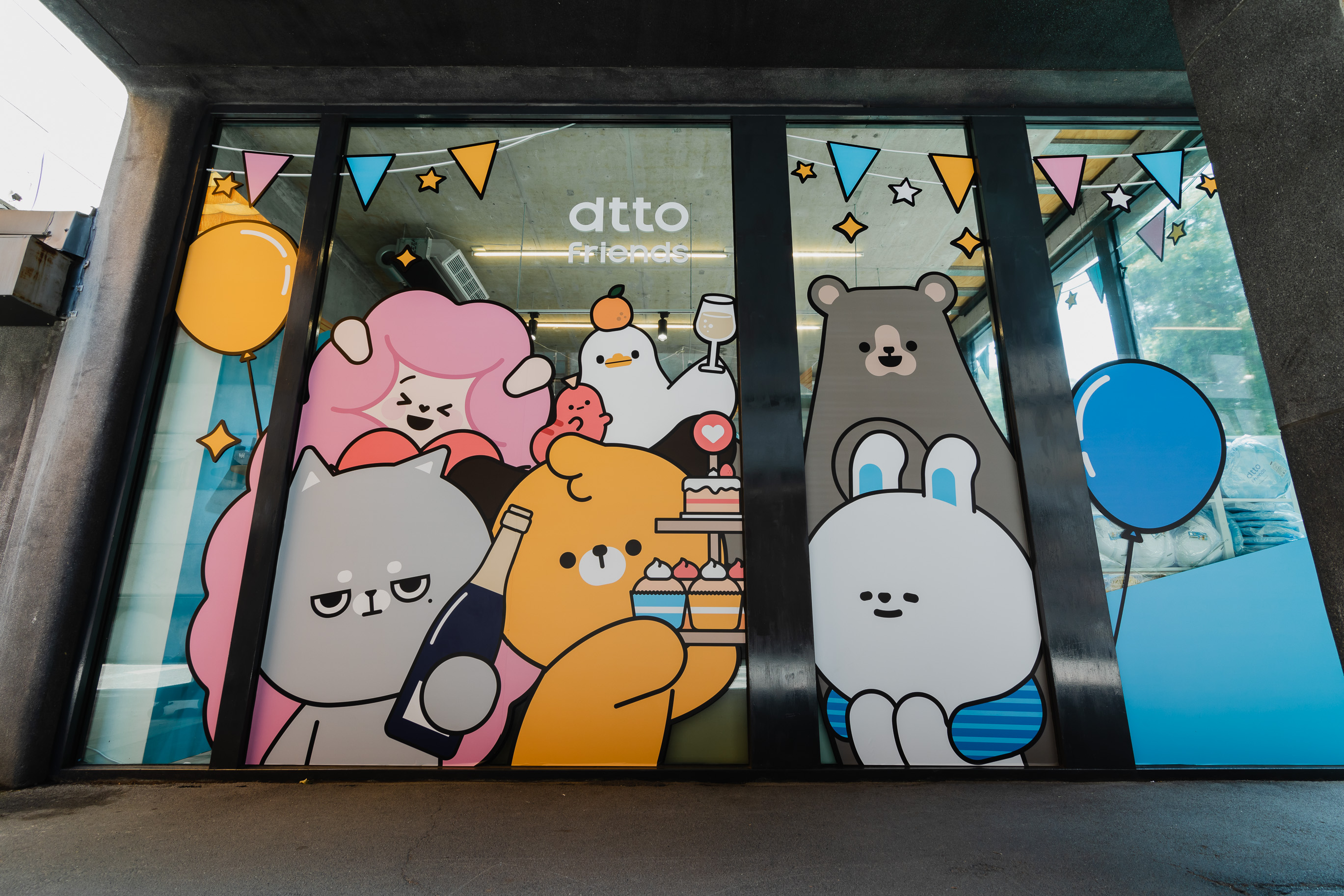
2022年、黄山創造園区にオープンしたdtto friendsポップアップストアの外観